# Akadémiaújtelep megállóhely
Akadémiaújtelep megállóhely a Budapest–Hatvan-vasútvonal egyik vasúti megállóhelye, Budapest XVII. kerületében, az Akadémiaújtelep nevű városrész északi határán, az 506-ik utca és a Pesti út kereszteződésénél. A 2021/22-es menetrendváltással, 2021. december 12-én adták át a forgalom számára.

## Története

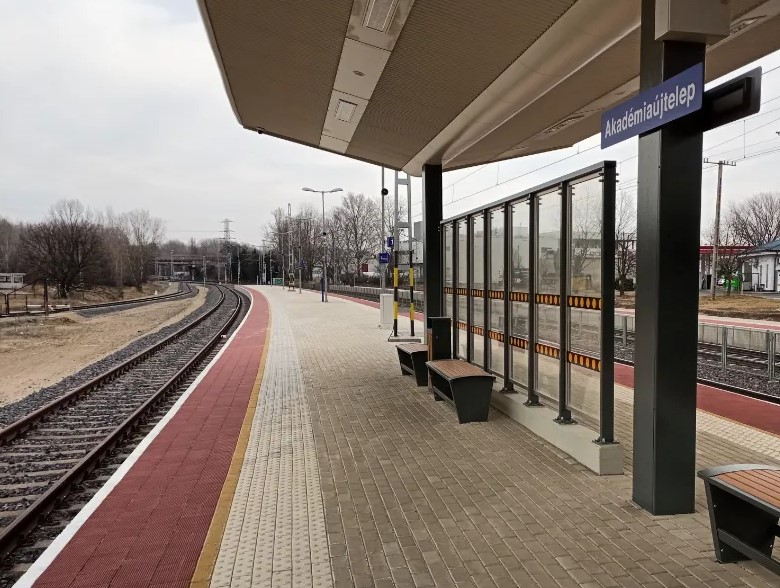
A peron Rákosliget felé nézve, balra a nem villamosított iparvágány

Akadémiaújtelep városrész Budapest XVII. kerületében két forgalmas vasútvonal között helyezkedik el. Északról a Budapest–Hatvan-vasútvonal, délről a Budapest–Újszász–Szolnok-vasútvonal határolja, de egyiken sem volt itt korábban semmilyen megálló. A városrész mellé legalább 2007 óta tervben volt egy új vasúti megállóhely létesítése, amelynek helyét a XVII. kerületi önkormányzat eredetileg a Budapest–Újszász–Szolnok-vasútvonal mentén jelölte meg, Akadémiaújtelep és Madárdomb találkozásánál.
Ezt az elképzelést a 2010-es évek budapesti közösségi közlekedési fejlesztési tervei írták felül, aminek távlati terveiben a 2020-as évek elején az M2-es metróvonal tervezett meghosszabbítása egy rákoskeresztúri szárnyvonal megépítését is magában foglalhatja. Az elképzelések szerint a tervezett metróvonal éppen Akadémiaújtelep megállóhelynél keresztezné a Budapest–Hatvan vasútvonalat.
Ezen koncepció mentén került végül az állomás az eredeti elképzelésekkel szemben a Budapest-Hatvan vasútvonalra, a városrész északi határvonala mentén az 506-508-ik utcák vonalában, a forgalmas Pesti út mellé. Az állomás mellé 26 gépkocsi számára alakítottak ki P + R parkolót, illetve közvetlenül az állomás mellett a Pesti út mentén létesítettek egy új buszmegállót, valamint egy lámpás kereszteződést a gyalogosok és a parkoló forgalma számára. A 2019-ben kezdődött munkálatok 2021 végére fejeződtek be és 2021. december 12-én adták át a forgalomnak az S80-as személyvonatok számára. A rövid távú tervek közt szerepel az S76-os személyvonatok útvonalának meghosszabbítása Pécel vasútállomásig, ami közvetlen kapcsolatot létesítene Újpest és Óbuda felé a XVII. kerület és a kelet-pesti agglomeráció számára. A távlati tervekben valamikor az évtized vége felé már Dél-Budapest felé közlekedő vonatok is szerepelnek, amik majd itt is megállnának. Ennek feltétele a harmadik vágány kiépítése és villamosítása a Keleti pályaudvar és Rákosliget forgalmi kitérő között.

## Megközelítése tömegközlekedéssel
A megállóhely az Akadémiaújtelep vasútállomás buszmegállótól érhető el.
- Autóbusz:  161, 161A, 162, 195, 202E, 262
- Éjszakai autóbusz:  956, 968, 990

## Forgalom
| Járat        | Útvonal | Gyakoriság           |
| ------------ | --- | -------------------- |
| S80          | Budapest-Keleti – Kőbánya felső – Rákos – Akadémiaújtelep – Rákosliget – Rákoscsaba-Újtelep – Rákoscsaba – Pécel – Isaszeg – Gödöllő-Állami telepek – Gödöllő (– Máriabesnyő – Bag – Aszód – Hévízgyörk – Galgahévíz – Tura – Hatvan – napi 1 tovább Füzesabony felé) | Félóránként          |
| InterRégió   | Miskolc-Tiszai → Nyékládháza → Mezőkövesd → Füzesabony → Hatvan → Isaszeg → Pécel → Rákoscsaba → Rákosliget → Akadémiaújtelep → Budapest-Keleti | Napi 1 Budapest felé |
| személyvonat | Gyöngyös → Gyöngyöshalász → Vámosgyörk → Hatvan → Tura → Aszód → Bag → Máriabesnyő → Gödöllő → Isaszeg → Pécel → Rákoscsaba → Rákoscsaba-Újtelep → Rákosliget → Akadémiaújtelep → Rákos → Kőbánya felső → Budapest-Keleti                                             | Napi 1 Budapest felé |